# XYZ-Affäre
Die XYZ-Affäre war ein diplomatischer Skandal zwischen Frankreich und den Vereinigten Staaten, der von März 1797 bis 1800 andauerte.

## Verlauf
Ausgangspunkt waren Verhandlungen zur Beendigung eines diplomatischen Konflikts zwischen dem revolutionären Frankreich und den Vereinigten Staaten.
Drei Vertreter der französischen Seite, ursprünglich nur als X, Y und Z bekannt, später als Jean-Conrad Hottinguer, Pierre Bellamy und Lucien Hauteval offenbart, forderten enorme Zugeständnisse von den Vereinigten Staaten als Bedingung für die Fortsetzung bilateraler Friedensverhandlungen. Die von den französischen Vertretern gestellten Bedingungen beinhalteten 50.000 Pfund Sterling, ein 12-Millionen-Dollar-Darlehen von den Vereinigten Staaten und ein Bestechungsgeld von 250.000 Dollar an den französischen Außenminister Charles-Maurice de Talleyrand. Auch forderte man eine formelle Entschuldigung von Präsident John Adams für antifranzösische Äußerungen.

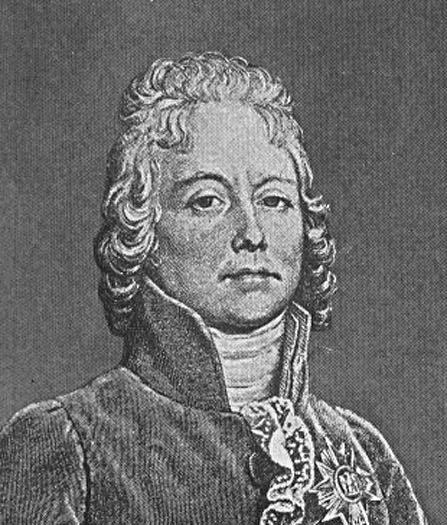
Talleyrand

Die Forderungen kamen während eines Treffens zwischen den französischen Vertretern und einer aus Charles Cotesworth Pinckney, John Marshall und Elbridge Gerry bestehenden amerikanischen Delegation auf. Einige Wochen vor dem Treffen mit X, Y und Z hatte sich die amerikanische Delegation in Paris mit Talleyrand getroffen, um über die Gegenmaßnahmen Frankreichs aufgrund des Jay-Vertrages, der von Frankreich als Beweis für eine anglo-amerikanische Allianz angesehen wurde, zu beraten. Im Atlantischen Ozean, in der Karibik und im Mittelmeer hatten die Franzosen zuvor fast 300 amerikanische Schiffe, die auf dem Weg zu britischen Häfen gewesen waren, gekapert. Die Entsendung Pinckneys war ein gewagter Schritt von Adams, da sich die französisch-amerikanischen Beziehungen verschlechtert hatten, nachdem Talleyrand sich geweigert hatte, Pinckney als US-Gesandten in Frankreich anzuerkennen. Frankreich setzte die Kaperung amerikanischer Schiffe fort und die Föderalistische Partei in Amerika befürwortete einen Krieg.
Die amerikanischen Delegierten hielten die französischen Forderungen für inakzeptabel und antworteten: „Not a sixpence“ (zu Deutsch etwa: „Keinen Pfennig“). Aber in der übersteigerten Rhetorik jener Tage wurde daraus das viel einprägsamere „Millions for defense, Sir, but not one cent for tribute!“ (zu Deutsch: „Millionen für Verteidigung, mein Herr, aber nicht einen Cent als Tribut!“). Aktuelle Belege legen jedoch nahe, dass dieser Slogan zum größten Teil nicht übernommen wurde.

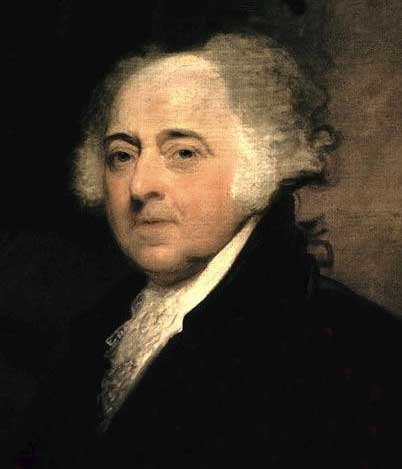
John Adams

Die Vereinigten Staaten boten Frankreich ähnliche Zugeständnisse an, wie sie im Jay-Vertrag mit Großbritannien vorhanden waren. Frankreich reagierte darauf jedoch damit, dass es Marshall und Pinckney nach Amerika zurückschickte und jeden Vorschlag, an dem diese beiden Delegierten beteiligt waren, ablehnte. Gerry, der hoffte, eine Kriegserklärung verhindern zu können, blieb in Frankreich. Offiziell verhandelte aber auch er nicht mehr weiter.
Einen Monat später gab Präsident Adams den Bericht über die Affäre heraus, was zu starken anti-französischen Ressentiments in Amerika führte. Im Jahr 1798 stand eine Kriegserklärung unmittelbar bevor. Sie wurde jedoch durch Adams’ Diplomatie vermieden, speziell durch die Ernennung neuer Diplomaten wie William Vans Murray, die den Konflikt entschärfen sollten. Trotz der diplomatischen Bemühungen und dem Ausbleiben einer formellen Kriegserklärung führten weitere Angriffe auf amerikanische Handelsschiffe jedoch zur Beendigung der französisch-amerikanischen Allianz, und die Vereinigten Staaten und Frankreich befanden sich vom 7. Juli 1798 bis 1800 im sogenannten Quasi-Krieg. Am 18. Februar 1799 entsandte Adams weitere Unterhändler nach Frankreich, die letztendlich die Feindseligkeiten im Vertrag von Mortefontaine vom 30. September 1800 beendeten.
Während der Verhandlungen mit Frankreich begann Amerika, seine Kriegsmarine aufzubauen. Dieser Schritt war seit Langem von Adams und Marshall verfolgt worden, um sich gegen Frankreich oder Großbritannien verteidigen zu können. Adams gab in einer Rede am 16. Juli 1797 seine Absicht bekannt, die Armee und die Marine auszubauen. Außerdem verwies er auf die Wichtigkeit, die Bündnisse mit Preußen und Schweden zu erneuern.